# Fărcășești
Fărcășești is een Roemeense gemeente in het district Gorj.
Fărcășești telt 3597 inwoners.